# Malcolm Barrett

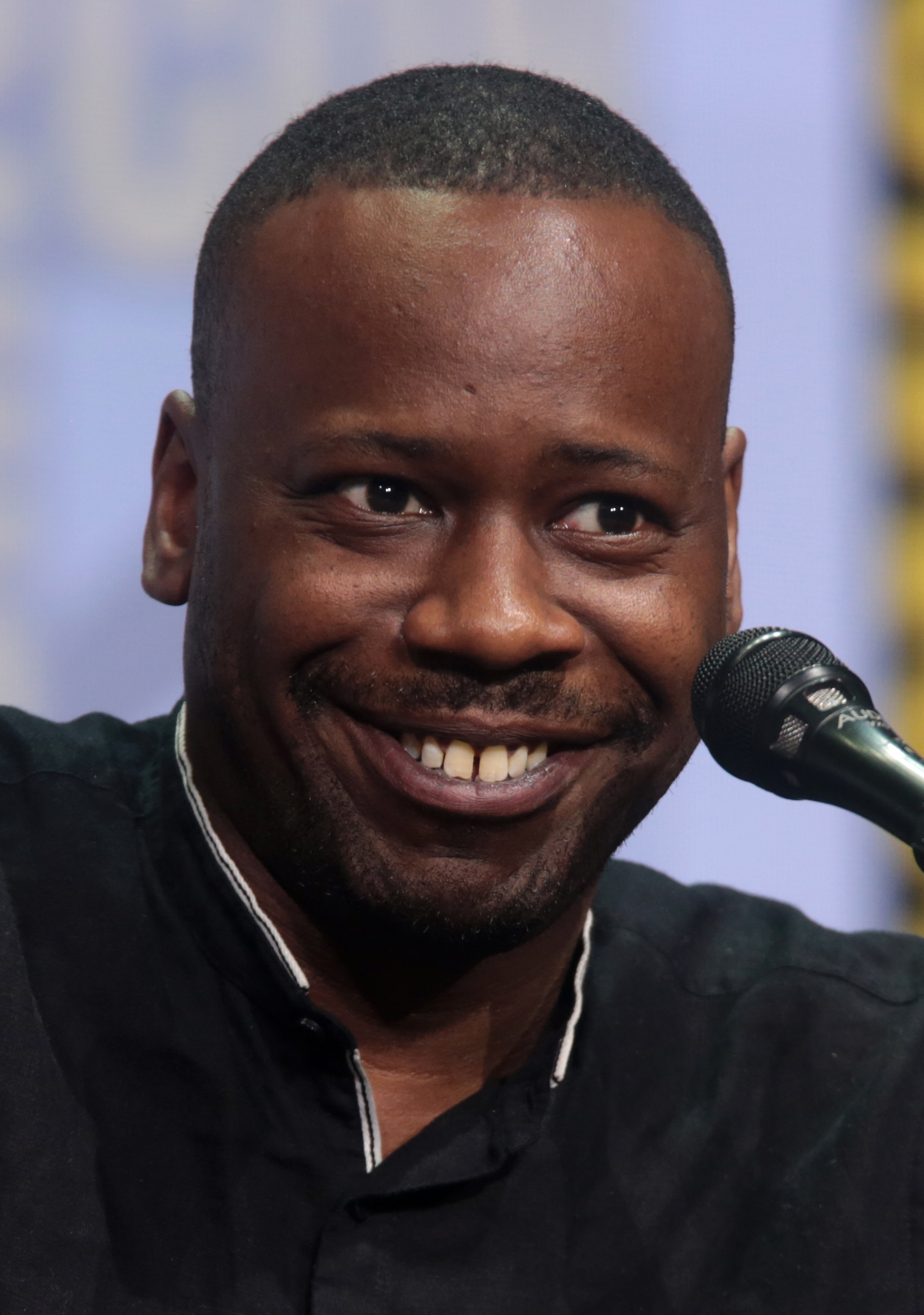
Malcolm Barrett 2017

Malcolm Barrett (* 22. April 1980 in Brooklyn, New York City) ist ein US-amerikanischer Schauspieler.

## Leben
Malcom Barrett wuchs in New York City auf und studierte an der NYU Tisch School of Arts Schauspiel. Bereits mit 16 Jahren war er als Theaterschauspieler aktiv. 2014 gewann er einen Ovation Award für die Hauptrolle in The Recommendation nach  Jonathan Caren.
2000 begann er seine Fernsehkarriere mit einer Gastrolle in der Fernsehserie The Beat. Ein erstes längerfristiges Engagement hatte er in der kurzlebigen Sitcom Luis um Luis Guzmán. Im Kino war er unter anderem in Tödliches Kommando – The Hurt Locker (2008) und Männer sind Schweine (2008) zu sehen. Es folgte eine Hauptrolle in der Serie Better Off Ted – Die Chaos AG. Seit 2016 ist er in der Fernsehserie Timeless in einer Hauptrolle zu sehen. Außerdem ist er Teil der Cast von Preacher.
Er war außerdem als Poetry-Slammer aktiv und ist Mitglied der Rapgruppe Verbal Militia, wo er unter dem Namen Verbal the Rapper auftritt.

## Filmografie
- 2000: The Beat (Fernsehserie, 1 Episode)
- 2002: Die Sopranos (The Sopranos, Fernsehserie, 1 Episode)
- 2001–2002: Law & Order (Fernsehserie, 2 Episoden)
- 2003: Rhythm of the Saints
- 2003: Luis (Fernsehserie)
- 2003: The Forgotten
- 2006: Let Go (Fernsehfilm)
- 2008: American Violet
- 2008: Monk (Fernsehserie, 1 Episode)
- 2008: Tödliches Kommando – The Hurt Locker (The Hurt Locker)
- 2008: Männer sind Schweine (My Best Friend’s Girl)
- 2009–2010: Better Off Ted – Die Chaos AG (Better Off Ted, Fernsehserie)
- 2011: The Mentalist (Fernsehserie, eine Episode)
- 2013: The Soul Man (Fernsehserie, drei Episoden)
- 2014: 10.0 – Das Erdbeben-Inferno (10.0 Earthquake)
- 2015: Nerd Court (Fernsehserie)
- 2016: Dirty Cops – War on Everyone (War on Everyone)
- 2016–2018: Timeless (Fernsehserie, 28 Episoden)
- 2017–2018: Preacher (Fernsehserie, 15 Episoden)
- 2018: Dinner Party
- seit 2019: The Boys (Fernsehserie)
- 2020: Into the Dark (Fernsehserie, 1 Episode)
- 2021: Genius (Fernsehserie, 8 Episoden)
- 2023: Die verrückte Geschichte der Welt, Teil II (History of the World, Part II, Fernsehserie, 2 Episoden)